# 2697 Albina
2697 Albina eller 1969 TC3 är en asteroid i huvudbältet som upptäcktes den 9 oktober 1969 av den rysk- sovjetiska astronomen Bella Burnasjeva vid Krims astrofysiska observatorium på Krim. Den är uppkallad efter Moskva-astronomen Albina Serova.
Asteroiden har en diameter på ungefär 51 kilometer och den tillhör asteroidgruppen Cybele.